# Kakanj
Kakanj è un comune della Bosnia centrale con 38.937 abitanti al censimento 2013 situato a nord di Visoko e a sud-est di Zenica. Fu costruita sulle colline su entrambe le rive del fiume Zgošca. Fa parte amministrativamente del cantone di Zenica-Doboj, nella regione della Bosnia, cioè quella a maggioranza di popolazione musulmana e croata. Si trova circa 40 km a nord di Sarajevo, sulla strada di collegamento con Zenica nella vallata del fiume Bosna.
La municipalità comprende un territorio abbastanza esteso (462 knq), formato da una città industriale e da diverse vallate, con più di 100 villaggi. Sul fondovalle prevalgono i villaggi musulmani, mentre sui monti si trovano in prevalenza villaggi croati.

## Società

### 1971
47.580 totale
- Musulmani- 25.142 (52,84)
- Croati - 15.479 (32,53)
- Serbi - 6.233 (13,10)
- Jugoslavi - 301 (0,63)
- Altri - 425 (0,90)

### 1981
52.127 totale
- Musulmani - 27.393 (52,55%)
- Croati - 16.016 (30,72%)
- Serbi - 5.182 (9,94%)
- Jugoslavi - 2.298 (4,40%)
- Altri - 1.238 (2,39%)

### 1991
Nel 1991, il comune di Kakanj contava 55.857 residenti, dei quali 54,51% Bosniaco-musulmani, 29,76% Croati, 8,84% Serbi, 4,53% Jugoslavi e 2,36% di altre nazionalità. La città di Kakanj, in sé, contava 12.016 abitanti.

### 2005
Nel 2005, la popolazione della città conta approssimativamente 45.000 abitanti, di cui l'88%  Bosniaco-musulmani e l'11% Croati.

## Storia

### Storia antica
Gli insediamenti nella regione sono molto antichi: manufatti neolitici sono stati trovati ad Obre, un vicino villaggio. Il monastero francescano di Kraljeva Sutjeska si trova nei pressi di Bobovac, residenza medievale dei re di Bosnia e ultimo rifugio dell'ultima regina di Bosnia, Caterina; oggi dispone di una ricca biblioteca con preziosi volumi e manoscritti. A Kraljeva Sutjeska si trova anche una delle più antiche moschee di Bosnia, costruita su ordine del sultano Mehmed II il Vittorioso, a seguito della sua spedizione in Bosnia e alla conquista di Bobovac. Una delle tombe più belle mai trovate in Bosnia, con un bassorilievo di un Cavaliere a caccia, venne trovata a Kakanj; è oggi in mostra presso il giardino botanico del Museo Statale di Sarajevo.

### Storia moderna
La città di Kakanj venne menzionata per la prima volta nel 1468 come una colonia di 90 case. Fino alla fine dell'800 l'importanza economica della zona è relativa, poiché prevalgono agricoltura ed allevamento.
La miniera di carbone di Kakanj venne fondata nel 1900, durante l'amministrazione austro-ungarica, iniziando la produzione nel 1902. Nei 100 anni successivi, Kakanj si è sviluppata disordinatamente, senza piani regolatori, inizialmente attorno alla miniera di carbone, quindi lungo le rive dei fiumi Zgošca e Bosna.

### Kakanj durante la guerra
La situazione di Kakanj all'inizio del conflitto è abbastanza tranquilla, in quanto retrovia dei centri di combattimento principali, nella zona di Zavidovići; la città si trova al centro del territorio controllato dal governo di Sarajevo, lungo l'importante via di comunicazione con Zenica. Una buona parte della minoranza serba ha presto abbandonato la città, mentre altri musulmani, profughi dalle zone occupate dai serbi, vi erano giunti.
La città viene investita direttamente dal conflitto croato-musulmano scoppiato nell'aprile '93. Nella prima metà di giugno circa 10.000 croati lasciano la città per la vicina Vares, da dove poi raggiungeranno campi profughi o territori controllati dalle forze militari croate dell'HVO (il Consiglio Croato di Difesa). In questa fase si stimano tra le 50 e le 100 vittime. Oltre 400 abitazioni, in massima parte di serbi e croati, vengono distrutte o gravemente danneggiate; un migliaio sono leggermente danneggiate, a causa di vandalismi e saccheggi successivi alla partenza dei croati, più che a causa dei combattimenti bellici. Circa 5000 croati di Kakanj arrivano da Vares, nel settembre 1993, al Camping Pineta di Novigrad, nell'Istria croata, requisito come campo profughi.
Tra marzo e giugno 1994 croati e musulmani firmano la pace e formano la Federazione di Bosnia ed Erzegovina. La situazione a Kakanj si tranquillizza, ma i profughi non rientrano. Le condizioni igienico-sanitarie sono carenti, anche se non gravi; nel 1994 si registra un'epidemia di epatite. La situazione alimentare è sotto controllo, grazie agli aiuti delle organizzazioni umanitarie, anche se i prezzi restano proibitivi e la maggioranza delle famiglie sopravvive con le distribuzioni organizzate dalle aziende e con la coltura di orti domestici. 
Quasi tutte le attività produttive del settore energetico-industriale sono ferme, e pressoché nessuno riceve uno stipendio, se non pacchi-cibo mensili.
La maggior parte dei giovani è arruolata nell'Armija BiH, l'esercito bosniaco-musulmano.
In ogni caso la vita religiosa delle diverse comunità prosegue indisturbata.

### Kakanj nel dopoguerra
Gli abitanti sono circa 48.000, di cui 43.000 bosniaco-musulmani, 4.000 croato-bosniaci e poche centinaia di serbo-bosniaci. Non si segnalano casi di discriminazioni, e la vita religiosa delle diverse comunità procede regolarmente.
Tra le 10.000 e le 14.000 persone sono fuggite, ed altrettante sono giunte a Kakanj, aumentando il peso della componente musulmana. Il problema principale è costituito da circa 6.000 profughi musulmani provenienti dalla Republika Srpska, che occupano case precedentemente di proprietà della minoranza croata.
Dal '95 al '98 si calcola il rientro individuale di qualche centinaio di croato-bosniaci e la partenza di 3.000 profughi bosniaco-musulmani, ritornati alle proprie città.
L'amministrazione comunale è retta da una maggioranza musulmana. I profughi croati hanno costituito un consiglio comunale “ombra” di nazionalisti a Ciaplina, in Erzegovina, e premono per rientrare in possesso delle loro case e costituire un comune autonomo a maggioranza croata.
L'economia di Kakanj e della Bosnia centrale, nonostante le promesse, non riparte, e molti giovani partono o non rientrano, preferendo restare a lavorare in Germania. Sui 16.000 abitanti della città, 4.000 sono disoccupati. Il cementificio (tedesco al 51%) non lavora a pieno ritmo, e il cemento serve per Sarajevo. La miniera di carbone funziona solo in minima parte: mancano i capitali, e il prodotto è fuori mercato perché non ecologico. I lavoratori del cementificio sono quelli che guadagnano di più, 800 DM al mese. Quindi vengono i lavoratori della centrale elettrica, infine i minatori. Il costo della vita per una famiglia di 4 persone è di circa 1000 DM al mese.
Il 29 settembre 1999, l'Alto Rappresentante (OHR) Wolfgang Petrisch rimuoveva il Sindaco di Kakanj, Kemal Brodilija, per inottemperanza e ostruzionismo alla messa in atto degli Accordi di Dayton

## Economia

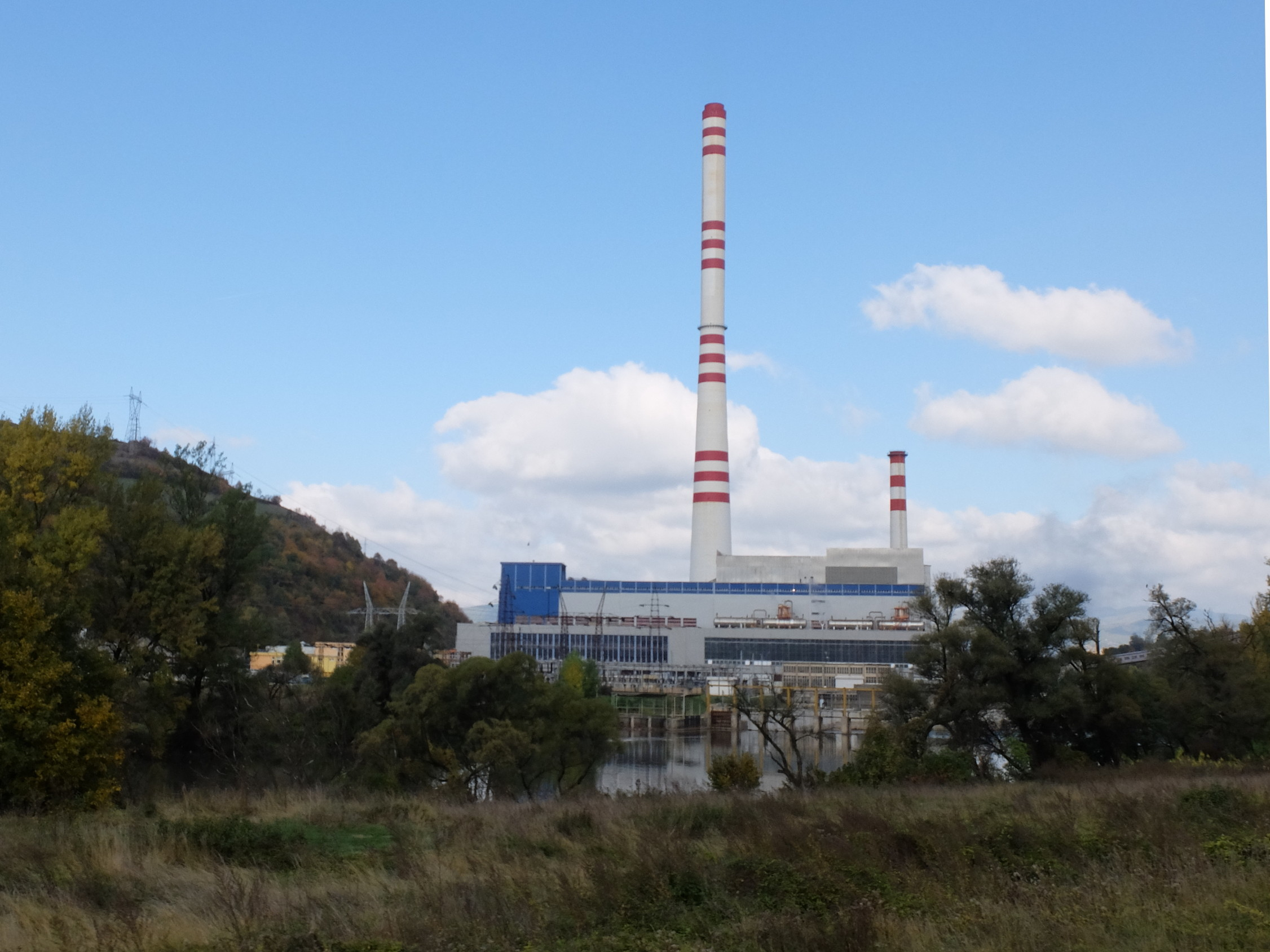
Termo Elektrana

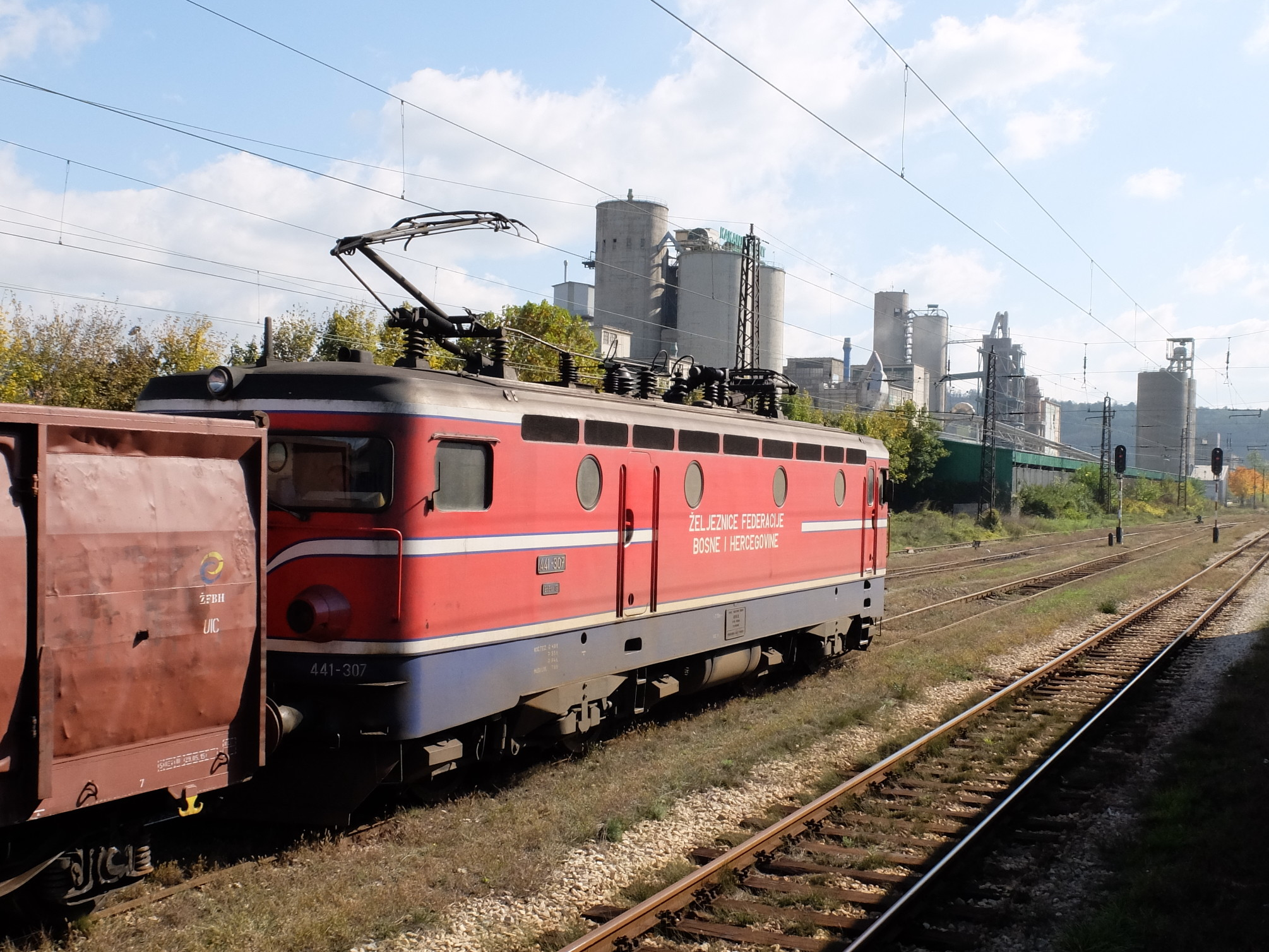
Fabbrica di cemento.

L'area di Kakanj è quella in cui, in Bosnia Centrale, la presenza industriale è più rilevante, grazie ai buoni collegamenti con strada e ferrovia.
La miniera può produrre oltre due milioni di tonnellate annue di carbone, con valore calorico di circa 3000 cal/kg. Il 90% della produzione è utilizzato dalla centrale termoelettrica, la Termo Elektrana Kakanj, costruita nel 1956, che consuma tre milioni di tonnellate di carbone l'anno, provenienti dalle miniere di Kakanj e Breza, per produrre tre milioni di Kilowatt all'anno.
Nel 1978 è stato costruito anche un cementificio, con una produzione annua di 600.000 tonnellate di cemento di buona qualità.
Di spicco, oltre al cementificio, l'azienda Rudstroj che produce apparecchiature meccaniche, elementi in acciaio e macchine per la movimentazione terra e l'industria estrattiva.
Infine, hanno rilievo la silvicoltura e la lavorazione del legno, oltre ad agricoltura ed allevamento.

## Servizi sociali e cultura
Il sistema comunale d'istruzione occupava, prima della guerra, 300 maestri e professori per 8000 allievi tra scuole elementari, medie e superiori. I due istituti superiori, il ginnasio classico e la scuola tecnica, formano 1500 allievi che possono continuare gli studi nelle facoltà di Zenica, Sarajevo e Tuzla.
Nell'ospedale cittadino lavoravano prima della guerra 43 medici, 96 infermieri e 35 assistenti.
La Casa della Cultura organizza attività culturali, spettacoli teatrali e concerti. Esistono un cinema, la stazione radio e la stazione tv. “La voce di Kakanj” (“Kakanjski Glas”) è un giornale locale di proprietà del Comune.

## Sport
La città ha una squadra di calcio di prima categoria, il FK Rudar Kakanj.

## Villaggi (1991)
Alagici, Bastašici, Bašici, Bicer, Bijele Vode, Bijelo Polje, Bilješevo, Bistrik-Crkvenjak, Bištrani, Bjelavici, Bosna, Brežani, Brnj, Brnjic, Bukovlje, Crnac, Catici, Danci, Desetnik, Doboj, Donja Papratnica, Donji Banjevac, Donji Kakanj, Donji Lucani, Dracici, Drijen, Dubovo Brdo, Dumanac, Gora, Gornja Papratnica, Gornji Banjevac, Gornji Lucani,  Govedovici, Gradac, Groce, Halinovici, Haljinici, Hausovici, Hodžici, Hrasno, Hrastovac, Ivnica, Javor, Jehovina, Jerevice, Jezero, Kakanj, Karaula, Karaulsko Polje, Klanac, Kondžilo, Koprivnica, Kraljeva Sutjeska, Krševac, Kucici, Kujavce, Lipnica, Lucici, Lukovo Brdo, Marijina Voda, Miljacici, Mioci, Modrinje, Mramor, Nažbilj, Obre, Papratno, Pavlovici, Pedici, Podbjelavici,  Podborje, Poljani, Poljice, Pope, Popržena Gora, Ratanj, Ribnica, Ricica, Rojin Potok, Saranovici, Sebinje, Semetiš, Seoce, Slagošcici, Slapnica, Slivanj, Slivnice, Sopotnica, Starposle, Subotinje, Termoelektrana, Teševo, Ticici, Tršce, Turalici, Turbici, Varalici, Veliki Trnovci, Viduša, Vrtlište, Vukanovici, Zagrade, Zgošca, Zlokuce, Željeznicka Stanica Kakanj i Živalji.

### Censimento 1991
Maggioranze etniche assolute:
     Musulmani
     Croati
     Serbi
Maggioranze etniche relative:
     Musulmani
|                            |        |           |        |       |           |       |
| Villaggio                  | totale | Musulmani | Croati | Serbi | Jugoslavi | altro |
| Alagići                    | 94     | 61        | 23     | 9     | 1         | 0     |
| Bastašići                  | 74     | 67        | 7      | 0     | 0         | 0     |
| Bašići                     | 200    | 200       | 0      | 0     | 0         | 0     |
| Bičer                      | 379    | 315       | 0      | 54    | 7         | 3     |
| Bijele Vode                | 288    | 216       | 0      | 67    | 3         | 2     |
| Bijelo Polje               | 477    | 55        | 392    | 0     | 19        | 11    |
| Bilješevo                  | 239    | 1         | 1      | 233   | 0         | 4     |
| Bistrik - Crkvenjak        | 404    | 59        | 340    | 0     | 4         | 1     |
| Bištrani                   | 574    | 339       | 229    | 1     | 3         | 2     |
| Bjelavići                  | 724    | 0         | 688    | 1     | 5         | 30    |
| Bosna                      | 63     | 0         | 0      | 63    | 0         | 0     |
| Brežani                    | 692    | 603       | 78     | 1     | 6         | 4     |
| Brnj                       | 710    | 490       | 209    | 0     | 8         | 3     |
| Brnjic                     | 820    | 820       | 0      | 0     | 0         | 0     |
| Bukovlje                   | 1,608  | 640       | 917    | 0     | 35        | 16    |
| Crnač                      | 599    | 332       | 266    | 1     | 0         | 0     |
| Čatići                     | 1,448  | 534       | 815    | 12    | 42        | 45    |
| Danci                      | 62     | 0         | 0      | 56    | 6         | 0     |
| Desetnik                   | 522    | 355       | 0      | 166   | 0         | 1     |
| Doboj                      | 2,516  | 1,973     | 154    | 171   | 131       | 87    |
| Donja Papratnica           | 565    | 542       | 0      | 21    | 0         | 2     |
| Donji Banjevac             | 145    | 0         | 133    | 8     | 1         | 3     |
| Donji Kakanj               | 60     | 57        | 0      | 0     | 3         | 0     |
| Donji Lučani               | 114    | 0         | 0      | 114   | 0         | 0     |
| Dračići                    | 33     | 0         | 0      | 33    | 0         | 0     |
| Drijen                     | 106    | 105       | 0      | 0     | 0         | 1     |
| Dubovo Brdo                | 268    | 268       | 0      | 0     | 0         | 0     |
| Dumanac                    | 607    | 522       | 0      | 67    | 10        | 8     |
| Gora                       | 501    | 284       | 196    | 0     | 16        | 5     |
| Gornja Papratnica          | 142    | 90        | 0      | 25    | 1         | 26    |
| Gornji Banjevac            | 408    | 132       | 274    | 0     | 2         | 0     |
| Gornji Lučani              | 400    | 315       | 1      | 81    | 3         | 0     |
| Govedovići                 | 217    | 3         | 212    | 2     | 0         | 0     |
| Gradac                     | 21     | 21        | 0      | 0     | 0         | 0     |
| Groce                      | 272    | 267       | 0      | 5     | 0         | 0     |
| Halinovići                 | 154    | 154       | 0      | 0     | 0         | 0     |
| Haljinići                  | 815    | 15        | 754    | 3     | 21        | 22    |
| Hausovići                  | 131    | 120       | 1      | 10    | 0         | 0     |
| Hodžići                    | 491    | 491       | 0      | 0     | 0         | 0     |
| Hrasno                     | 473    | 468       | 0      | 0     | 2         | 3     |
| Hrastovac                  | 299    | 299       | 0      | 0     | 0         | 0     |
| Ivnica                     | 257    | 246       | 0      | 10    | 0         | 1     |
| Javor                      | 149    | 131       | 0      | 18    | 0         | 0     |
| Jehovina                   | 171    | 4         | 0      | 164   | 1         | 2     |
| Jerevice                   | 272    | 265       | 0      | 1     | 6         | 0     |
| Jezero                     | 159    | 144       | 1      | 11    | 3         | 0     |
| Kakanj                     | 12,008 | 4,977     | 2,387  | 2,053 | 1,841     | 750   |
| Karaula                    | 173    | 136       | 1      | 35    | 1         | 0     |
| Karaulsko Polje            | 292    | 179       | 7      | 91    | 9         | 6     |
| Klanac                     | 134    | 0         | 134    | 0     | 0         | 0     |
| Kondžilo                   | 42     | 0         | 0      | 39    | 3         | 0     |
| Koprivnica                 | 267    | 266       | 0      | 0     | 1         | 0     |
| Kraljevska Sutjeska        | 852    | 45        | 752    | 2     | 29        | 24    |
| Krševac                    | 462    | 456       | 0      | 1     | 1         | 4     |
| Kučići                     | 472    | 470       | 2      | 0     | 0         | 0     |
| Kujavče                    | 268    | 267       | 0      | 0     | 1         | 0     |
| Lipnica                    | 274    | 173       | 98     | 0     | 3         | 0     |
| Lučići                     | 228    | 104       | 122    | 0     | 0         | 2     |
| Lukovo Brdo                | 244    | 32        | 212    | 0     | 0         | 0     |
| Marijina Voda              | 725    | 188       | 487    | 2     | 8         | 40    |
| Miljačići                  | 318    | 44        | 262    | 1     | 2         | 9     |
| Mioči                      | 182    | 57        | 0      | 122   | 1         | 2     |
| Modrinje                   | 635    | 506       | 0      | 122   | 6         | 1     |
| Mramor                     | 232    | 231       | 0      | 0     | 0         | 1     |
| Nažbilj                    | 299    | 284       | 12     | 0     | 3         | 0     |
| Obre                       | 507    | 464       | 7      | 1     | 5         | 30    |
| Papratno                   | 114    | 8         | 105    | 0     | 0         | 1     |
| Pavlovići                  | 334    | 1         | 327    | 1     | 0         | 5     |
| Pedići                     | 465    | 463       | 0      | 0     | 0         | 2     |
| Podbjelavići               | 730    | 190       | 455    | 9     | 50        | 26    |
| Podborje                   | 202    | 192       | 1      | 1     | 2         | 6     |
| Poljani                    | 1,325  | 91        | 1,216  | 2     | 2         | 14    |
| Poljice                    | 139    | 0         | 135    | 4     | 0         | 0     |
| Pope                       | 715    | 604       | 88     | 1     | 17        | 5     |
| Popržena Gora              | 343    | 261       | 0      | 80    | 0         | 2     |
| Ratanj                     | 350    | 0         | 324    | 0     | 16        | 10    |
| Ribnica                    | 119    | 116       | 0      | 0     | 0         | 3     |
| Ričica                     | 820    | 471       | 345    | 0     | 2         | 2     |
| Rojin Potok                | 204    | 163       | 29     | 1     | 3         | 8     |
| Saranovići                 | 29     | 0         | 0      | 29    | 0         | 0     |
| Sebinje                    | 133    | 133       | 0      | 0     | 0         | 0     |
| Semetiš                    | 165    | 164       | 0      | 0     | 0         | 1     |
| Seoce                      | 878    | 93        | 753    | 1     | 20        | 11    |
| Slagoščići                 | 57     | 0         | 57     | 0     | 0         | 0     |
| Slapnica                   | 836    | 257       | 557    | 2     | 12        | 8     |
| Slivanj                    | 211    | 210       | 0      | 0     | 1         | 0     |
| Slivnice                   | 453    | 316       | 26     | 62    | 40        | 9     |
| Sopotnica                  | 720    | 673       | 0      | 47    | 0         | 0     |
| Starposle                  | 393    | 393       | 0      | 0     | 0         | 0     |
| Subotinje                  | 148    | 79        | 0      | 67    | 1         | 1     |
| Termoelektrana             | 202    | 111       | 17     | 35    | 38        | 1     |
| Teševo                     | 351    | 0         | 351    | 0     | 0         | 0     |
| Tičići                     | 940    | 578       | 1      | 342   | 11        | 8     |
| Tršće                      | 799    | 698       | 68     | 32    | 0         | 1     |
| Turalići                   | 339    | 336       | 0      | 0     | 0         | 3     |
| Turbići                    | 226    | 0         | 217    | 0     | 5         | 4     |
| Varalići                   | 612    | 609       | 0      | 0     | 1         | 2     |
| Veliki Trnovci             | 577    | 255       | 311    | 0     | 9         | 2     |
| Viduša                     | 90     | 31        | 0      | 59    | 0         | 0     |
| Vrtlište                   | 399    | 396       | 0      | 0     | 1         | 2     |
| Vukanovići                 | 642    | 0         | 637    | 0     | 1         | 4     |
| Zagrađe                    | 375    | 372       | 0      | 0     | 3         | 0     |
| Zgošća                     | 960    | 666       | 209    | 60    | 23        | 2     |
| Zlokuće                    | 263    | 255       | 0      | 0     | 0         | 8     |
| Željeznička Stanica Kakanj | 628    | 270       | 23     | 217   | 38        | 80    |
| Živalji                    | 327    | 191       | 130    | 0     | 5         | 1     |
| totale                     | 55,950 | 30,528    | 16,556 | 4,929 | 2,554     | 1,383 |